# 뮤직 페어
뮤직 페어(Music Fair, (일본어: ミュージックフェア))는 후지TV에서 방송하는 음악 프로그램으로, 하이비젼에서 제작 및 자막 방송을 한다. 1964년 8월 31일에 방송을 개시해, 47년이 지난 현재까지도 진행되고 있는 장수 프로그램이기도 하다. 약칭은 「MF」, 「뮤직 페어」, 「M페어」이다.

## 같이 보기
- FNS 가요제
- HEY!HEY!HEY!MUSIC CHAMP